# انتقاء بيئي
يشير الانتقاء البيئي (أو الاصطفاء البيئي أو انتقاء البقاء أو الانتقاء الفردي أو الانتقاء اللاجنسي) إلى الانتقاء الطبيعي بدون اختيار جنسي، أي العمليات البيئيّة/ الإيكولوجيّة الصارمة التي تعمل بشكل رئيسي على الصفات الموروثة من الأنواع بدون الإشارة إلى التزاوج أو الخصائص الجنسية الثانوية. تصف الأسماء المختلفة الظروف المختلفة حيث يكون الانتقاء الجنسي مكبوتاً بالكامل كعامل تزاوج.
غالباً ما يدرس علماء البيئة الانتقاء البيئي عند فحص وفرة الأفراد لكل مجموعة في المناطق المختلفة، وفحص الأمور التي تتحكّم بهذه الوفرة.

## الظروف التي يحدث فيها
يمكن القول أن الانتقاء البيئي يحدث في أي ظرف من الظروف حيث يتمّ تحديد وراثة صفات معيّنة من خلال البيئة وحدها بدون منافسة جنسية مباشرة، على سبيل المثال عندما تكون المنافسة الجنسية بيئيّة أو اقتصادية بشكل بحت، سيوجد بشكل قليل أو لن ينوجد على الإطلاق إمكانية اختيار الشريك، فلا تقاوم الإناث أي ذكر يرغب بالتزاوج معهن، وستنتشر الصفات بشكل متساوي بغضّ النظر عن التزاوج، أو قد يكون النوع خنثى أو يتكاثر لاجنسيّاً، عندها يحدث الانتقاء البيئي. على سبيل المثال، تعتبر الضغوط البيئيّة مسؤولة إلى حدّ كبير عن تطوّر استراتيجيّات تاريخ الحياة المختلفة بين نحل العسل الأفريقي أ.م. سكوتيلاتا، ونحل العسل الأوروبي.
في الأنواع التي تتكاثر عن طريق الاتصال الجنسي، تنطبق في الغالب على الحالات التي تمنع فيها الضغوط البيئيّة معظم المنافسين من بلوغ مرحلة النضج، أو يمنع الازدحام أو الترابط الجنسي أو القمع الشديد لعوامل الانتقاء الجنسي من ممارسة طقوس المنافسة الجنسية الطبيعية والانتقاء، لكن أيضاً يمنع حدوث الانتقاء الصناعي؛ على سبيل المثال الزيجات المدبّرة، حيث يختار الوالدان وليس الأبناء الشريك بناءً على عوامل اقتصادية أو حتّى فلكيّة، وحيثما تكون الرغبات الجنسية للزوجين خاضعة لهذه العوامل، فهي مصطنعة ما لم تستند كليّاً إلى عامل بيئي كالسيطرة على الأرض الخاضعة لقوتهم.
في الغابات، يمكن أن يلاحظ الانتقاء البيئي من خلال العديد من العوامل مثل أشعة الشمس المتاحة، ونوعيّة التربة، والكائنات الحيّة المحيطة بها. أثناء نموّ الغابات، تعدّ شتلات الأشجار على وجه الخصوص من روّاد النظام البيئي، وغالباً ما تفاعل شتلات الأشجار المختلفة مع عدد من الأفراد المتواجدين بنفس المجتمع البيئي بطرق مختلفة تماماً، وبالتالي توفّر بحدّ ذاتها العديد من الوظائف البيئيّة. من ناحية أخرى، يمكن للأشجار البالغة التأثير بشكل كبير على مجتمعاتها البيئيّة، مما يؤدّي إلى عكس أدوار الانتقاء البيئي.
عناصر التربة هي عامل انتقائي مؤثّر للغاية في نمو الغابات. على مرّ الزمان، تطوّرت كل أنواع الأشجار لتنمو في ظروف تربة محددة، سواء كانت تعتمد على الرقم الهيدروجيني، أو محتوياتها من المعادن، أو مستويات التصريف فيها. كل من هذه الخيارات هي وسيلة للانتقاء البيئي للقيام بعمله في سياق التطوّر. ومع ذلك، يمكن أن يكون الانتقاء البيئي أكثر تحديداً، ليس فقط في الأنواع، بل في الجماعات أيضاً، وأيضاً في الجماعات داخل نفس المنطقة. على سبيل المثال، درس العلماء في كيبيك مؤخرّاً كيف تتفاعل شتلات الأشجار مع مستويات النترات المختلفة. وجدوا أن المناطق التي تحتوي على مستويات عالية من النترات تحتوي على نباتات يمكنها استقلاب النيتروجين بكفاءة أكبر. يمكن أن تؤدّي هذه النباتات عمليّة التركيب الضوئي والتنفس بمعدّل أسرع من نظيراتها التي تعاني من نقص بالنيتروجين، كما أن جذورها أطول من النباتات الفقيرة بالنيتروجين، مما يعطيها ميزة تطوريّة في بيئتها. مستويات النيتروجين المرتفعة بشكل غير متوقع يمكن أن تؤذي بعض أنواع الأشجار، ولكن هذه النماذج خلقت مكاناً مناسباً لها، ويمكن لها أن تتفوق على نظيراتها في ذلك المكان.
يمكن أن يتأثر موقع نمو الأشجار أيضاً بالانحدار والصخور والمناخ وأشعة الشمس المتوفّرة. تتوفر المساحة في البداية لكل شيء، لكن الشتلات التي يمكنها أن تسكن التربة بأسرع وقت تستفيد من العناصر الغذائيّة المتاحة لتكون عادةً الأكثر نجاحاً في البقاء. بشكل عام، فإن كميّة أشعّة الشمس هي أحد العوامل الأساسيّة للتحكّم في الأنواع التي تنمو بشكل أفضل في التربة. تعد التربة والمياه أيضاً مهمين للغاية (على سبيل المثال، لن ينمو الخشب الصلب الجاف مثل البلّوط الأبيض في مستنقع)، ولكن ضوء الشمس هو العامل الأوّلي في تعاقب الغابات.

## المقارنة مع الانتقاء الجنسي
في الحالات التي تكون فيها عوامل الانتقاء البيئي والجنسي شديدة التباين –مما يشجّع ويثبّط نفس الصفات- قد يكون من المهم أيضاً تمييزها كعمليّات فرعيّة ضمن الانتقاء الطبيعي.
على سبيل المثال، سيراتوغاولوس (القندس الأوليفونسيني ذو القرن)، غادر السجل الأحفوري الذي يضمّ العديد من الأفراد الذين يملكون بكل نجاح قروناً أطول وأطول، بدا الأمر وكأنه غير قادر على التكيّف مع مكانه البيئيّ. وقد افترض بعض العلماء المعاصرين أن القرون كانت مفيدة أو مثيرة للإعجاب خلال طقوس التزاوج بين الذكور (على الرغم من أن علماء آخرين يعارضون هذه النظريّة، مشيرين إلى أن القرون لم تكن من العلامات الجنسية) بل مثال للتطوّر الجامح. يبدو أن هذا النوع قد توفّي فجأة عندما وصلت القرون إلى طول جسم الحيوان تقريباً، ربما لأنّه لم يعد بإمكانه الركض أو الهروب من الحيوانات المفترسة وبالتالي فإن الانتقاء البيئي قد تغلّب في النهاية على هذا الجنس.
من المهم أيضاً التمييز بين الانتقاء البيئي في حالات الوفرة البيئيّة الشديدة، على سبيل المثال البيئة التي بناها الإنسان كحدائق الحيوان، حيث يجب أن ينتصر الانتقاء الجنسي بشكل عام، حيث لا يوجد أي تهديد للنوع أو الأفراد الذين يفقدون مكانتهم البيئيّة. حتّى في هذه الحالات، بأي حال، عندما لا يكون البقاء على قيد الحياة موضع تساؤل، قد يصبح تنوع وجودة الطعام عاملاً جنسيّاً مؤثرّاً، على سبيل المثال تقديم القرود الذكور للطعام للإناث مقابل التزاوج في بعض الأنواع، لايزال يؤثر على التكاثر. هذه الظاهرة موجودة أيضاً عند البشر مثل «طلب العروس بالبريد» حيث الهدف الأساسي من هذا الزواج هو الحصول على ميزات اقتصادية.
التمييز بين الانتقاء البيئي والانتقاء الجنسي مفيد خاصة في مثل هذه الحالات القصوى؛ توضّح الأمثلة أعلاه استثناءات بدلاً من الوضع النموذجي في البريّة. بشكل عام، يفترض أن يكون الانتقاء البيئي هو العمليّة السائدة في الانتقاء الطبيعي، باستثناء الأنواع المعرفيّة للغاية التي لا تربط الزوجين، عبى سبيل المثال، حيوان الفظّ والغوريلا والإنسان. ولكن حتّى في هذه الأنواع، بمكن التمييز بين الحالات التي لم يكن فيها للجماعات المعزولة اختيار حقيقي لشركائهم، أو حيث ماتت الأغلبيّة العظمى من الأفراد قبل النضوج الجنسي، ولم يتبقّى من الناجين المختارين بيئيّاً من هو أهل للتزاوج- بغضّ النظر عن لياقتهم الجنسية تحت تأثير عمليّات الانتقاء الجنسي لتلك الأنواع.
على سبيل المثال، إذا نجا عدد قليل من الذكور ذوي الصلة الوثيقة بكارثة طبيعية، وكانوا جميعاً قادرين على التزاوج على نطاق واسع جداً بسبب نقص الذكور، فقد تمّ كبح الانتقاء الجنسي عن طريق اختيار بيئي (الكارثة الطبيعية). مثل هذه الحالات عادةً تكون مؤقتّة، مميزة للسكان في هذا الوقت القصير، مما يؤدي في بعض الأحيان إلى القضاء على جميع الأفراد المعرّضين للأمراض، وبالتالي جعل جميع الناجين في مأمن. بعض الأحداث الكارثيّة التي يسود فيها الاختيار البيئي يمكن أن تؤدّي إلى مجتمع ذي مزايا محدّدة، على سبيل المثال في الاستعمار عندما يصل الغزاة من أماكن أكثر انتشاراً للأمراض بأجسام مضادة لتلك الامراض نفسها، سيشرعون بالقضاء على السكّان الأصليين ويمهدون الطريق للمستوطنين.
في البشر، قد يكون تدخّل الأجهزة الاصطناعية مثل السفن كافياً لجعل البعض يعتبر هذا مثالاً على الانتقاء الاصطناعي. ومع ذلك لوحظ بوضوح في الأنواع الأخرى، أنه من غير المعقول أن نفرّق بين الغزو بالسفن والغزو من قبل المشاة، وحتّى كلمة «مستعمرة» ليست خاصّة بالبشر بل تشير بشكل عام إلى اقتحام نوع واحد لبيئة لا تتكيف معها بشكل كامل. لذلك على الرغم من الجدل المحتمل، قد يكون من الأفضل اعتبار جميع الأمراض التي يحملها المستعمر اختياراً بيئيّاً.
على سبيل المثال، في منطقة دمّرتها الإشعاعات النووية، مثل بيكيني المرجانية، تعد القدرة على النجاة من أشعة غاما إلى مرحلة النضج الجنسي (وبالنسبة إلى الإناث) الاستمرار بالحمل حتى النهاية عاملاً رئيسيّاً في الانتقاء البيئي، على الرغم من أنها ليست طبيعية ولا جنسية. قد يدعو البعض هذا الانتقاء بأنه صناعي للغاية وليس طبيعي أو بيئي، لأن الإشعاع لا يدخل في البيئة كعامل إنقاذ لجهود الإنسان. يمكن تسمية العوامل الغامضة المصطنعة بالإضافة إلى العوامل الإيكولوجيّة بـ«البيئيّة»، وقد يكون مصطلح الانتقاء البيئي مفضلاً في هذه الحالات.